# استیو جنتر
استیو جنتر (به انگلیسی: Steve Genter) (زادهٔ ۴ ژانویهٔ ۱۹۵۱) شناگر اهل ایالات متحده آمریکا است.